# Does This Look Infected?
Does This Look Infected? és el tercer àlbum d'estudi de Sum 41. Distribuït per Island Records, va ser gravat l'any 2002 als Avatar Studios de Nova York. Aquest disc conté un DVD de la banda
Es van extreure tres senzills (Still Waiting, The Hell Song i Over My Head)

## Llista de cançons
1. "The Hell Song" - 3:18
2. "Over My Head (Better Off Dead)" - 2:29
3. "My Direction" - 2:02
4. "Still Waiting" - 2:38
5. "A.N.I.C." - 0:37
6. "No Brains" - 2:46
7. "All Messed Up" - 2:44
8. "Mr. Amsterdam" - 2:56
9. "Thanks for Nothing" - 3:04
10. "Hyper-Insomnia-Para-Condrioid" - 2:32
11. "Billy Spleen" - 2:32
12. "Hooch" - 3:28
13. "Reign in Pain (Heavy Metal Jamboree)" - 2:49 (Bonus Track)
14. "WWVII Parts 1 & 2" - 5:09 (Bonus Track)

## Participació
1. Deryck Whibley - Veu, Guitarra.
2. Dave Baksh - Veu, Guitarra.
3. Cone McCaslin - Baix, veu de fons.
4. Steve Jocz - Bateria, veu de fons.
5. El grup Plain for Pleasure participa en les cançons 13 i 14